# Čaprginci
Čaprginci su naselje u općini Okučani u Brodsko-posavskoj županiji. Nalaze se sjeverno od Okučana, istočno od Trnakovca i zapadno od Širinaca na planini Psunju.
Prema popisu stanovništva iz 2011. godine Čaprginci su imali 3 stanovnika, dok su 2001. godine imali 13 stanovnika od toga 8 Hrvata i 5 Srba.
| broj stanovnika | 148   | 116   | 114   | 151   | 165   | 186   | 194   | 192   | 139   | 126   | 128   | 136   | 123   | 94    | 13    | 3     | 2     |
|                 | 1857. | 1869. | 1880. | 1890. | 1900. | 1910. | 1921. | 1931. | 1948. | 1953. | 1961. | 1971. | 1981. | 1991. | 2001. | 2011. | 2021. |